# Matoller dels bambús
El matoller dels bambús (Locustella alfredi; syn: Bradypterus alfredi) és una espècie d'ocell de la família dels locustèl·lids (Locustellidae). Es troba a la República Democràtica del Congo, Etiòpia, Sudan del Sud, Tanzània, Uganda i Zàmbia. Habita els boscos tropicals i subtropicals de frondoses humits de l'estatge montà i els matollars tropicals i subtropicals de l'estatge montà. El seu estat de conservació es considera de risc mínim.

## Taxonomia
Segons la llista mundial d'ocells del Congrés Ornitològic Internacional (versió 13.2, agost 2023) aquest tàxon estaria classificat en el gènere Locustella. Tanmateix, altres obres taxonòmiques, com el Handook of the Birds of the World i la quarta versió de la BirdLife International Checklist of the birds of the world (Desembre 2019), el classifiquen dins del gènere Bradypterus.